# 칠현유적지
칠현유적지(七賢遺蹟址)는 전라남도 장성군 서삼면 모암리에 있는 유적지이다. 1984년 2월 29일 전라남도의 문화재자료 제119호로 지정되었다.

## 개요
장성 출신으로 효행이 탁월하여 사림의 모범이 되었던 효자 서릉과 공덕이 뛰어나고 인품이 높은 군수 조영규와 그의 아들 처사 조정로, 율정 최학령, 하곡 정운룡, 추담 김우급, 정혜공 박수량을 추모하여 모신 7기의 비(碑)가 있는 곳이다.
원래 이곳에는 고려 고종(재위 1213∼1259) 때 효자로 소문난 절효공 서릉(徐稜)이 학문을 가르치던 모암정사가 있었던 곳이다.
1587년(선조 20)에 장성현감 이계와 하곡 정운룡 등 지방 사림들이 절효공 서릉의 효행과 유덕을 추모하기 위해 사당과 강당을 건립한데서 비롯되었다. 그러나 서원은 임진왜란과 정유재란으로 불에 타 버렸으나, 1648년에 지방 유림들의 발의로 다시 복설하였다.
복설된 이후 1667년(현종 8) 군수(郡守) 조영규(趙英圭. 1535~1592)와 그의 아들 처사(處士) 조정로(趙廷老. 1559~1612)를 배향하였다. 1698년(숙종 24) 율정(栗亭) 최학령(崔鶴齡. 1512-?), 1758년(영조 34) 하곡(霞谷) 정운룡(鄭雲龍. 1542~1593)·추담(秋潭) 김우급(金友伋. 1574~1643), 1788년(정조 12) 정혜공 박수량(朴守良. 1491~1554)을 추향하여 7현을 모시게 되었다.
1868년에 흥선대원군의 서원철폐령으로 훼철되었으나, 1909년 서원 옛터에 단을 설립하고 춘·추 향사하였다. 1920년에 「모암서원단기적비 」를 건립하고, 1933년 해서·관동과 호남 별읍의 협력을 얻어 모암서원에 배향된 7현의 위패를 한 곳에 배향하고 용전단이라 하였다.
그 뒤 몇 차례 사우 건립을 도모하였으나 성사되지 못하고, 용전단은 1950년 한국전쟁으로 불탔다가 1962년 단이 복설되었다. 7위의 단 비는 위가 넓고 아래가 좁은 형태의 호패형(戶牌形)이다.

## 참고 문헌
- 칠현유적지 - 국가유산청 국가유산포털